# Letteratura greca tardo imperiale

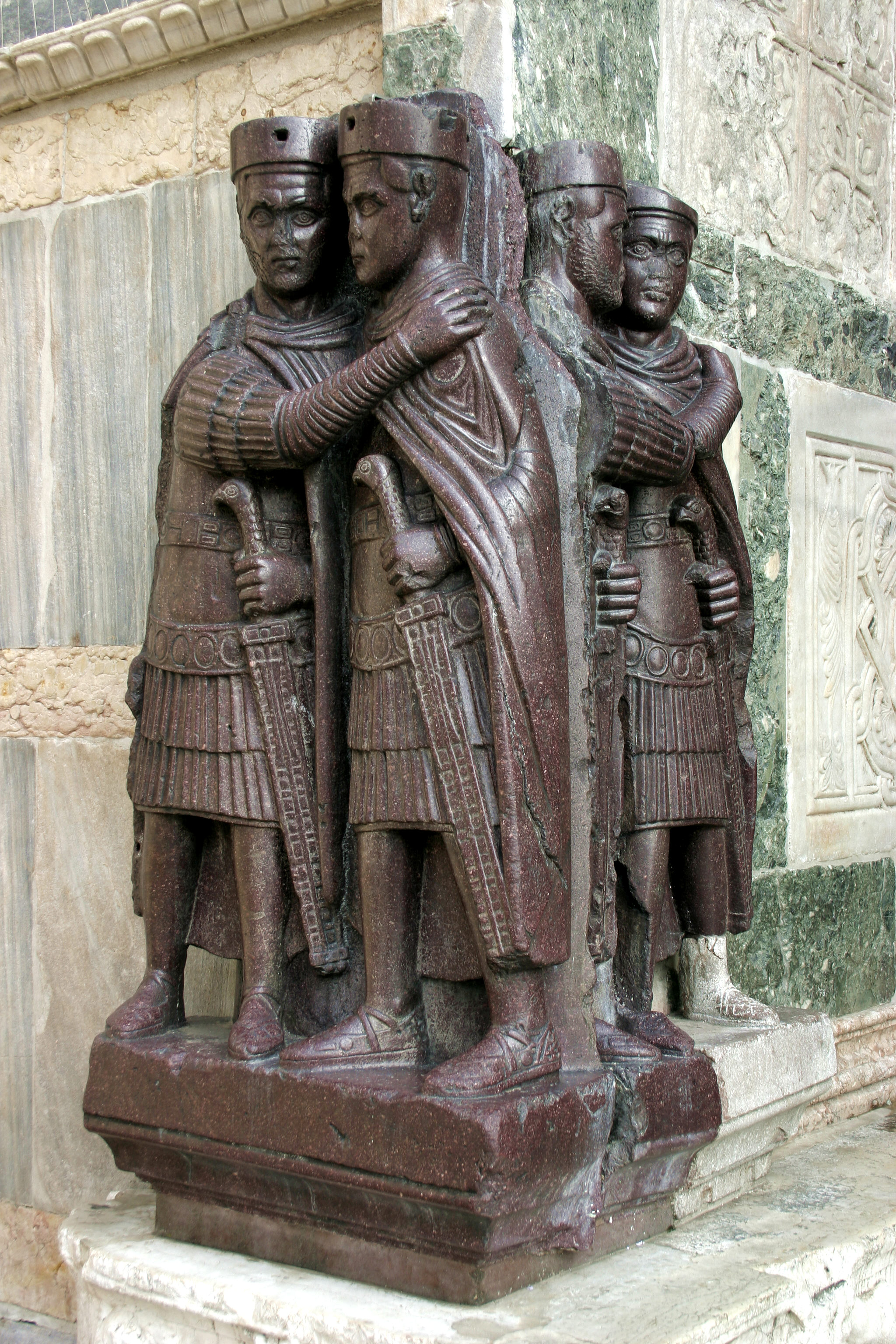
I tetrarchi (scultura di porfido, Basilica di San Marco, a Venezia) coincisero con l'inizio del periodo letterario greco tardo imperiale.

Con letteratura greca tardo imperiale si intende la letteratura del periodo successivo a quello alto imperiale, il cui inizio è convenzionalmente fissato nel 285 (anno in cui Diocleziano istituì la Tetrarchia) e la cui fine coincide con la chiusura della Scuola di Atene stabilita da Giustiniano I nel 529. La letteratura greca di età successiva viene convenzionalmente definita letteratura bizantina.

## Contesto storico
Nel 330 Costantino I decise di spostare la Capitale dell'Impero romano a Costantinopoli, in Tracia, in un'area ellenofona. Quando l'Impero venne diviso in due parti, occidentale e orientale, Costantinopoli divenne la Capitale della parte orientale. Mentre la parte occidentale crollò nel 476, la parte orientale sopravvisse fino al 1453, rinnovandosi e trasformandosi in quello che oggi viene convenzionalmente chiamato Impero bizantino (va precisato che è una convenzione storiografica: i Bizantini definivano sé stessi “Romani” (“Romaioi”) e chiamavano il proprio stato “Impero romano” (“Basileia ton Romaion”), erano riconosciuti come “Romani” (“Rum”) anche da Arabi e Turchi, mentre gli europei lo chiamavano “Impero greco” (“Imperium graecorum”); il termine “Impero bizantino” fu inventato dagli studiosi rinascimentali solo dopo la caduta di Costantinopoli, e fu poi diffuso dagli Illuministi in senso dispregiativo).

## Lingua
Ancora nel VI secolo, la lingua ufficiale dell'Impero Romano d'Oriente era il latino: in latino venivano redatti i documenti ufficiali, in latino venivano pronunciati i discorsi di maggiore importanza, in latino si celebravano le maggiori funzioni religiose. Il greco era la lingua popolare nella sua forma di dimotikì, parlata dalla maggior parte dei sudditi, e divenne lingua ufficiale dell'Impero solo a partire dal VII secolo, quando, con l'avvento di Eraclio I,verrà superata la fase "tardoromana" per accedere a quella propriamente "bizantina".
I letterati romano-orientali del periodo tardo-imperiale utilizzavano, come già i letterati dell'epoca precedente, come lingua letteraria la Koinè, la lingua letteraria comune derivante dall'attico che, a partire da Alessandro Magno, gradualmente aveva soppiantato gli antichi dialetti greci locali. Nel II secolo, alcuni puristi indignati delle impurità della koinè rispetto al vero attico, a causa della presenza di termini derivanti da altri dialetti, tentarono di espurgare dalla koinè molti termini derivanti dagli altri dialetti, in modo da restaurare l'attico corretto. I letterati romano-orientali continuarono per secoli a scrivere le proprie opere usando l'attico e la koinè, nonostante il linguaggio popolare fosse ormai diventato radicalmente diverso. Parimenti, inserivano nelle loro opere citazioni da autori classici come Erodoto e Tucidide. Dal punto di vista della lingua utilizzata, non vi furono particolari innovazioni, rimanendo fedeli alla lingua utilizzata nelle opere dell'età classica.

## Produzione

### Epica
Fra il III e il V secolo ci fu una rinascita dell'epica con Quinto Smirneo, poeta elegante ma prolisso, e Nonno di Panopoli, il cui poema sulle avventure di Dioniso è l'opera di maggior rilievo in quel periodo. Alla fine del V secolo Museo scrisse un poemetto sulla storia di Ero e Leandro.
Nonno di Panopoli fu autore in particolare delle Dionisiache (Dionysiaca), uno dei più lunghi poemi epici della letteratura mondiale: è diviso in 48 canti e si estende per circa 25.000 versi. Narra della vittoriosa spedizione del dio Dioniso in India contro il re Deriade; ma questa è preceduta dal lungo racconto della nascita del dio e della sua giovinezza. Un pathos avvolge tutta l'opera. Come la vicenda è ricca di episodi che suscitano molte emozioni, così la lingua richiama numerosi poeti classici: da Omero, ai lirici, ai tragici, ai poeti ellenistici; il metro usato è l'esametro.

### Epistolografia
Nella produzione letteraria tardo-antica di lingua greca il genere dell'epistolografia fu ampiamente coltivato, fondendo la tradizione classica a quella cristiana. A quest'epoca risalgono le raccolte epistolari di importanti personalità sia pagane (come Giuliano imperatore e Libanio) sia cristiane (come Sinesio di Cirene e Basilio di Cesarea).

### Filosofia e politica

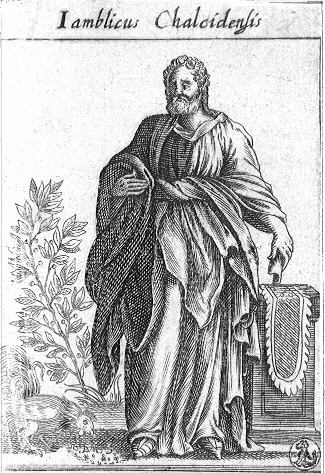
Giamblico

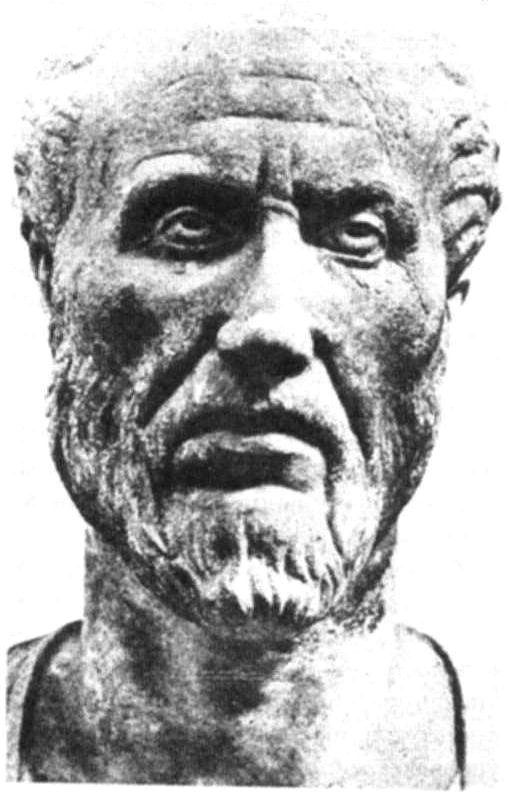
Plotino

In età tardo-imperiale, in cui si assiste al prevalere di correnti gnostiche, e ad alcune rielaborazioni dell'aristotelismo, le principali novità sono rappresentate però dalla diffusione della religione cristiana, la cui affermazione giunge a compimento con la legalizzazione del culto da parte dell'imperatore Costantino (313); e dalla risposta "filosofica" e pagana a questo culto, rappresentato dai vari esponenti del neoplatonismo, i più importanti dei quali sono Plotino, Porfirio, Giamblico e Proclo.
Il neoplatonismo si impose come corrente dominante della tarda antichità e soppiantò le altre principali correnti filosofiche imperiali, soprattutto lo stoicismo e l'aristotelismo, ottenendo una posizione di egemonia non solo tra i filosofi pagani, ma anche tra i cristiani. Il dibattito intorno al platonismo e all'interpretazione che ne aveva dato Plotino portarono alla fondazione di diverse scuole, alcune delle quali concorrenti le une con le altre, che si situavano nei principali centri di insegnamento delle nuove dottrine.
Le principali scuole neoplatoniche pagane furono:
- scuola di Roma, fondata da Plotino e continuata dai suoi discepoli Porfirio e Amelio;
- scuola di Alessandria, che ebbe tra i suoi esponenti Olimpiodoro e la filosofa Ipazia;
- scuola siriaca, fondata da Giamblico, discepolo di Porfirio, che si distinse per la sua revisione delle teorie del fondatore e per il marcato recupero delle tradizioni neopitagoriche e della sapienza contenuta nel cosiddetto Corpus Hermeticum;
- scuola di Atene, legata con quella siriaca per il tramite di Prisco, i cui maggiori esponenti furono Plutarco di Atene e Siriano, e i cui risultati sono testimoniati dalle opere di Proclo;
- scuola di Pergamo, fondata da Edesio di Cappadocia e che ebbe nell'imperatore Giuliano uno dei principali rappresentanti.

La Scuola di Atene cessò la sua attività nel 529, in seguito alla chiusura disposta dall'editto giustinianeo, mentre la scuola di Alessandria continuò fino agli inizi del VII secolo.
È da ricordare che nell'età tardo-antica fiorirono commentarii di filosofi antichi del calibro di Platone e Aristotele, nonché raccolte di biografie di filosofi del passato, come le Vite dei sofisti di Eunapio.
Con Agostino e gli altri padri della Chiesa la religione cristiana si diffonde a tutti i livelli del potere temporale, grazie al consenso sempre crescente che riscuote presso i pagani, che decidono di convertirsi alla «buona novella». Assimilando la cultura pagana ne vengono respinti al contempo gli elementi ritenuti incompatibili con la nuova dottrina. Tramonta così, con l'editto di Giustiniano del 529 - che decreta la definitiva chiusura dell'Accademia di Atene - la filosofia greca: essa durò, pertanto, circa un millennio.

### Letteratura erudita
I letterati della parte orientale dell'Impero romano provarono da sempre un enorme interesse per la filologia e per lo studio della lingua e letteratura classica. Essi innovarono poco la lingua utilizzata nella redazione delle proprie opere: essi continuarono ad utilizzare la koiné e l'attico, anche se il linguaggio popolare era ormai diventato radicalmente diverso. Nelle loro opere spesso utilizzavano gli autori classici come modelli perfetti da emulare, nella struttura, nella metrica, nello stile e nei contenuti. Tra i filologi dell'epoca è da ricordare Esichio di Alessandria (V secolo), lessicografo della lingua greca.

### Letteratura greco-ebraica e cristiana
Nel periodo tardo-imperiale, essendo i loro testi sacri disprezzati dai letterati, gli autori cristiani avvertivano l'esigenza di dover dimostrare di poter competere alla pari con i loro contemporanei pagani in modo da poter dimostrare di “essere anch'essi i legittimi eredi della cultura ellenica”. Nel periodo tardo-imperiale, con l'ascesa del Cristianesimo come religione di Stato dell'Impero, sancita con l'editto di Tessalonica del 380, fiorirono numerosi teologi, spesso anche vescovi, di grande prestigio e abilità retorica, considerati tuttora dei Padri della Chiesa. Tra questi è necessario citare almeno Basilio Magno, Gregorio di Nissa, Gregorio Nazianzeno, Evagrio Pontico e Giovanni Crisostomo. L'età in cui vissero questi dotti teologi fu detta “età d'oro della patristica”. Essi riuscirono a competere alla pari con i coevi autori pagani, dimostrando di possedere una solida formazione retorica e filosofica, nonché di essere brillanti in eloquenza sacra, lettere, poesia, esegesi, trattati teologici, spirituali e ascetici. Le opere teologiche di quel periodo potevano essere apologetiche, esegetiche, dogmatico-polemiche. Le opere esegetiche riguardavano l'interpretazione della Bibbia. Le opere dogmatico-polemiche, invece, erano redatte con lo scopo di combattere le eresie confutandole.
In seguito al Concilio di Calcedonia del 451, la letteratura cristiana sembrò attraversare un periodo meno florido dal punto di vista letterario rispetto all'età d'oro della patristica. Probabilmente ciò è dovuto anche al fatto che con le dispute cristologiche del V secolo, essendo diventati i dibattiti teologici più tecnici, diminuì di conseguenza la cura della forma letteraria, essendo necessario utilizzare un linguaggio più tecnico. In questo periodo furono redatte importanti opere esegetiche, che raccoglievano e mettevano insieme brani ricavati dai più dotti commentatori della Bibbia in modo da fornire interpretazioni autorevoli dei passi del Vecchio e del Nuovo Testamento. Non vanno dimenticati i florilegi patristici. Anche se spesso e volentieri questi testi potevano risultare “tecnici e aridi”, fiorirono in questo periodo autori come Dionigi Areopagita, che si rese artefice di costruzioni teologiche “dall'audacia spesso sorprendente”. Nel VI secolo fiorirono inoltre gli Origenisti.
In questo periodo fiorì inoltre il genere della Storia ecclesiastica, il cui fondatore fu Eusebio di Cesarea. Eusebio fu perfettamente consapevole di scrivere un nuovo genere di storia. Ai suoi occhi i cristiani rappresentavano una nazione ed egli sapeva di scrivere una storia nazionale. Tuttavia gli era chiaro che tale nazione aveva origini trascendenti. Benché comparsa sulla terra al tempo di Augusto, era nata in Cielo “con il primo decreto concernente Cristo stesso” (I, 1, 8). Una simile nazione non combatteva guerre ordinarie: le sue battaglie erano persecuzioni ed eresie. Dietro la nazione cristiana vi era Cristo, così come vi era il demonio dietro i suoi nemici. La storia ecclesiastica inaugurata da Eusebio era necessariamente diversa dalla storia ordinaria, in quanto storia della lotta contro il demonio che tentava di corrompere la purezza della Chiesa garantita dalla successione apostolica. Eusebio trovò spunti per la sua storiografia nella storiografia ellenistico-giudaica di Flavio Giuseppe in cui già si trovano presenti l'enfasi sul passato, il tono apologetico, le digressioni dottrinali e l'esibizione di documenti. Una storia della Chiesa Cristiana basata sulla nozione di ortodossia e sulle sue relazioni con un potere persecutorio necessariamente doveva risultare diversa dalle narrazioni storiche consuete. Il nuovo tipo di esposizione adottato da Eusebio dimostrò di essere adeguato al nuovo tipo di istituzione rappresentato dalla Chiesa Cristiana. Si basava sull'autorità e non sulla libertà del giudizio di cui andavano orgogliosi gli storici pagani. Sul modello di Eusebio di Cesarea, nel corso del V secolo, realizzarono Storie Ecclesiastiche Teodoreto di Cirro, Socrate Scolastico e Sozomeno.
Non va inoltre tralasciata l'agiografia, ovvero le biografie dei Santi, che trovarono particolare sviluppo in questo periodo, anche grazie alla crescente diffusione del culto dei martiri. Esse venivano scritte con lo scopo di promuovere il culto dei Santi e costituiva un genere completamente nuovo, il che mostra la capacità degli autori cristiani di innovare. Queste opere agiografiche, piene di miracoli e prodigi, erano scritte in un linguaggio semplice, per essere lette e comprese anche dai ceti meno colti. Le vite dei santi monaci furono redatte soprattutto nei monasteri, da monaci, anche se l'opera più celebre, presa spesso a modello dagli autori successivi, ovvero la Vita di Antonio, fu redatta non in ambito monastico, bensì da un vescovo erudito di nome Atanasio. Anche se alcune biografie agiografiche avevano qualche fondamento storico, come quella di Cirillo di Scitopoli (VI secolo), spesso e volentieri, a causa dell'esigenza di dover rendere piacevole la narrazione ma anche per renderla edificante, le vite dei Santi erano quasi completamente inventate di santa pianta dai loro autori: il loro scopo diventava così quello di propagare “modelli ascetici all'interno della cristianità”. In questo periodo furono inoltre redatte alcune raccolte di opere agiografiche, come la Storia dei monaci di Egitto, risalente alla fine del IV secolo, e la Storia lausiaca di Palladio, risalente invece al V secolo.
Sempre in questo periodo fiorirono le omelie, la liturgia divenne più abbellita dal punto di vista letterario, il che risultò nel prosperare dell'innografia. In tal ambito, è necessario menzionare quella che viene considerata “la creazione poetica più originale dell'epoca protobizantina”, ovvero il kontakion: essa era una composizione strofica a carattere musicale tipica della letteratura bizantina che aveva come tema una predica e può quindi considerarsi un'omelia di carattere lirico-drammatico accompagnato dalla melodia, spesso narrante fatti biblici o agiografici. Il kontakion innovava anche dal punto di vista della metrica tradizionale: infatti, la metrica non era quantitativa, come accadeva nel periodo classico, ma accentuativa; inoltre è da notare che non veniva utilizzato il greco colto, ovvero la koinè, bensì il greco popolare. L'autore più importante di kontakion fu Romano il Melode, che fiorì all'epoca di Giustiniano I.
In conclusione, le differenze tra i canoni della letteratura classica e quella cristiana sono diverse. Soprattutto in ambito monastico, si sviluppò una letteratura profondamente religiosa, che rifiutava i canoni della letteratura profana, intendendo rivolgersi a tutti e risultando pertanto scritta in un linguaggio semplice e accessibile a tutti. Un esempio di scritti di questo genere è costituito dagli Apoftegmi dei Padri, redatte alla fine del V secolo.

### Oratoria e retorica
In età tardoantica, la retorica greca sarebbe rifiorita soprattutto sotto forma di oratoria sacra, prima volta all'esegesi delle Sacre Scritture, e poi, con la patristica greca (Basilio di Ancira, Gregorio Nazianzeno, Gregorio di Nissa, Giovanni Crisostomo) alla diffusione della dottrina cattolica. Tuttavia, tra i retori greci importanti dell'epoca erano annoverati anche pagani, come l'imperatore Giuliano, Libanio e Temistio. La retorica continuò a essere materia di insegnamento durante tutto il Tardoantico.

### Poesia
In questo periodo si diffuse il fenomeno dei poeti itineranti, per lo più provenienti dall'Egitto e prevalentemente pagani, i quali vagavano di città in città alla ricerca di mecenati. Tra questi spiccavano: Nonno di Panopoli, Cristodoro di Copto, Giovanni di Gaza e Paolo Silenziario.

### Romanzo
Il principale autore di romanzi di questo periodo fu il pagano Eliodoro, il cui romanzo Le etiopiche riscosse particolare successo. Ben presto gli autori cristiani decisero di innovare il genere creando romanzi cristiani, in cui venivano presi fatti narrati nel Nuovo Testamento e ampliati con l'aggiunta di elementi romanzati fantasiosi. Questi romanzi agiografici narravano così viaggi missionari nei paesi più lontani, con l'aggiunta persino di elementi erotici, che costituivano una tentazione per il protagonista, che però, essendo santo, alla fine resisteva alla tentazione erotica.

### Storiografia
La storiografia in lingua greca conobbe grande sviluppo nel corso del V secolo, anche se le opere maggiori di questo periodo sono giunte in forma molto frammentaria. Fiorirono in questo periodo: Eunapio, Olimpiodoro di Tebe, Prisco di Panion, Malco di Filadelfia, Candido Isaurico, Zosimo.
La storia di Eunapio è giunta in forma frammentaria, anche se fortunatamente fu una delle fonti di Zosimo, la cui Storia Nuova, fatta eccezione per alcune lacune, è giunta completa: secondo Fozio, che lesse entrambe le opere, la Storia Nuova è in gran parte una sorta di epitome dell'opera di Eunapio. Pertanto, la Storia Nuova di Zosimo preserva in forma di riassunto il contenuto dell'opera di Eunapio. Eunapio aveva intenzione di proseguire la Storia di Dessippo, che terminava con gli avvenimenti del 268; e, difatti, l'opera di Eunapio comincia proprio con il regno di Claudio il Gotico (268-271) e termina nel bel mezzo del regno di Arcadio e Onorio, nel 404. Essendo pagano, Eunapio è un autore poco obbiettivo e non esita a lanciare virulente invettive sia contro i Barbari mercenari e foederati dell'Impero, accusati di tramare tradimenti, che contro gli Imperatori cristiani, come Costantino I e Teodosio I, ampiamente diffamati. Spesso e volentieri Eunapio non esitava a manipolare avvenimenti pur di mettere in cattiva luce gli Imperatori cristiani: ad esempio, nel resoconto della battaglia del Frigido, preservato in Zosimo, sostiene, in contrasto con altre fonti coeve, che Teodosio I avrebbe ottenuto la vittoria attaccando all'alba i soldati nemici quando stavano ancora dormendo; mentre tutte le altre fonti affermano che la vittoria fu ottenuta senza trucchi e grazie all'intervento provvidenziale della bora. Lo stile di Eunapio era pieno di figure retoriche, allegorie, metafore. Eunapio era poco interessato alla cronologia degli avvenimenti, e difatti su questo aspetto la sua opera è poco accurata, contenendo diversi errori. Era maggiormente interessato alla descrizione delle vicende personali delle personalità che reggevano l'Impero e delle loro azioni e del loro carattere.
L'opera di Eunapio fu proseguita da Olimpiodoro di Tebe, che scrisse intorno al 440 una Storia dell'Impero romano d'Occidente dal 407 al 425, in XXII libri. Purtroppo quest'opera si è perduta, a parte un riassunto e una recensione dell'opera contenuti nella Biblioteca di Fozio. Fortunatamente, Zosimo e Sozomeno lo utilizzarono come fonte per le loro opere. L'opera di Olimpiodoro, dedicata all'Imperatore Teodosio II, era suddivisa in due decadi ed è da notare l'interesse per l'Impero d'Occidente, nonostante Olimpiodoro fosse di lingua greca e residente nella parte orientale. A differenza di Eunapio, Olimpiodoro era maggiormente accurato nella successione cronologica negli avvenimenti, e scriveva con uno stile maggiormente semplice. Secondo Fozio, che disprezza Olimpiodoro per lo stile privo di eleganza stilistica, lo stesso Olimpiodoro era consapevole del suo stile letterario non degno di una vera Storia, al punto che egli stesso non la definiva una Storia, quanto dei Materiali per una Storia. Dal riassunto di Fozio, è noto che spesso Olimpiodoro interrompeva la narrazione con digressioni anche di natura mitologica, come per esempio la presunta fondazione di Ravenna ad opera di Remo (peraltro confutata da Zosimo) o le leggendarie peregrinazioni di Ulisse per l'Italia nel tentativo di tornare a Itaca. Altre volte interrompeva la narrazione per descrivere, essendo superstizioso e pagano, presunti prodigi o presagi, oppure le sue missioni diplomatiche presso varie popolazioni. Olimpiodoro era infatti un ambasciatore e forse proprio dai suoi numerosi viaggi poté raccogliere la maggior parte del materiale di cui si servì per comporre la sua Storia: probabilmente si servì anche di documenti ufficiali dell'Impero d'Occidente reperiti durante un viaggio a Ravenna. Per la sua accuratezza, la perdita della sua Storia è considerata grave da numerosi studiosi, i quali ritengono che con l'opera di Olimpiodoro in forma integra i motivi della caduta dell'Impero d'Occidente sarebbero più chiari.

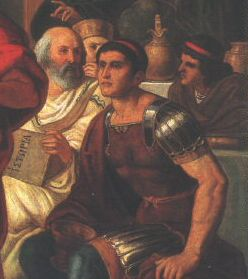
Prisco (sinistra) partecipa all'ambasciata romana alla corte di Attila e tiene la sua ΙΣΤΟΡΙΑ (Storia, che il pittore ha erroneamente scritto come ΙΣΤΩΡΙΑ); dettaglio della Festa di Attila di Mór Than. Il pittore ha raffigurato Prisco come un uomo maturo, ma all'epoca dell'ambasciata 448/449 lo storico aveva circa trent'anni.

Nella seconda metà del V secolo fiorì un altro importante autore, Prisco di Panion, la cui Storia, in VIII libri, si è perduta, a parte diversi frammenti. Dall'analisi dei frammenti superstiti, stupisce in Prisco la mancanza dei topoi tipici con cui gli autori romani dipingevano in modo anche in parte distorto e stereotipato i Barbari: ovvero come delle popolazioni incivili, crudeli e selvagge, da porre in netta contrapposizione con i civilizzati Romani. Colpisce in particolare la descrizione di Attila. L'Attila di Prisco non è il re crudele e avido di ricchezze tramandato da altre fonti; senz'altro anche l'Attila di Prisco è in grado di compiere atti crudeli, ma viene anche descritto come morigerato nei costumi e con tutti i topoi con cui la storiografia romana tradizionalmente descriveva i buoni imperatori romani. Evidentemente, poiché Prisco ebbe l'opportunità di conoscere personalmente Attila, durante una missione diplomatica alla sua corte, ne fu favorevolmente colpito, pur continuandolo a considerare un nemico e una minaccia per l'Impero. In un altro brano, Prisco mette addirittura in dubbio la superiorità della civiltà romana su quella unna: infatti, sostiene di aver incontrato un mercante romano che, fatto prigioniero dagli Unni, fu affrancato per essersi distinto in battaglia e ora era un unno tra i più benestanti; l'ex mercante romano sosteneva che si viveva meglio presso gli Unni che presso i Romani perché presso i Romani i processi andavano per le lunghe e se il processato era ricco e potente veniva ingiustamente assolto, mentre se era povero veniva condannato, talvolta anche iniquamente; in risposta all'attacco alla civiltà romana da parte dell'ex mercante, Prisco rispose con una lunga arringa in cui si ribadiva la superiorità delle leggi e della civiltà romana; al che, l'ex mercante rispose che le leggi romane erano giuste, ma i governanti attuali le stavano corrompendo perché non erano saggi come quelli antichi. In Prisco stupisce l'atteggiamento non prevenuto e maggiormente obbiettivo nei confronti dei Barbari. Sia alcune scelte stilistiche che l'uso di episodi di Erodoto mostrano l'influenza dello scrittore greco su Prisco; altra fonte riconosciuta, per lo meno di alcuni modelli narrativi, è Tucidide. Non sono state riconosciute altre fonti, né Prisco ne cita ulteriori: del resto mostra di aver viaggiato molto e di aver consultato testimoni oculari, oltre che di aver avuto la possibilità di consultare documenti ufficiali.
Altri autori da ricordare furono Malco di Filadelfia e Candido Isaurico. Il primo scrisse una Storia in sette libri narranti gli avvenimenti dal 473 al 480. Il secondo, originario dell'Isauria, era di professione notaio e di religione cristiana. Scrisse una Storia in tre libri. Essa cominciava con l'ascesa di Leone I (457) e si concludeva con l'ascesa di Anastasio I Dicoro (491). Il suo stile viene valutato in modo negativo da Fozio nella sua Biblioteca: a suo dire, abusava di frasi poetiche senza criterio e dimostrando una certa inesperienza, e nell'innovare l'ordine delle parole, invece di conferire maggiore ornamento e vetustà all'orazione, la rendeva fastidiosa al lettore o all'uditore. Altre volte, nel corso della narrazione aggiungeva informazioni inverosimili, come la pretesa che l'Isauria derivasse il suo nome da Esau. Entrambe le opere sono sopravvissute soltanto in frammenti.
È infine da menzionare Zosimo. Funzionario del fisco vissuto all'epoca dell'Imperatore Anastasio I Dicoro (491-518), scrisse una Storia Nuova in VI libri, che narrava la storia dell'Impero romano da Augusto fino al sacco di Roma compiuto da Alarico (410). Zosimo voleva proseguire l'opera di Polibio, che aveva descritto in 40 libri l'ascesa di Roma come potenza egemone del Mediterraneo, decidendo di narrare invece il suo declino. Secondo Zosimo, pagano e conservatore, il declino di Roma fu dovuto all'abbandono delle tradizioni che l'avevano resa grande: in particolare i culti pagani, abbandonati in favore del Cristianesimo. Secondo la tesi di Zosimo, Roma stava decadendo perché, adottando il cristianesimo, avrebbe perso la protezione delle antiche divinità pagane, da cui sarebbe stata abbandonata. Zosimo si scaglia anche contro l'imbarbarimento dell'esercito. Zosimo è in genere considerato uno storico di qualità mediocre dagli studiosi a causa di numerose incongruenze, errori e passaggi poco chiari nella sua narrazione, ma, nonostante tutto, è considerato una fonte importante per il periodo che va dal 379 al 410, non solo per la carenza di fonti alternative per quel periodo, ma anche perché utilizzò, riassumendole e rielaborandole, come fonti Eunapio e Olimpiodoro di Tebe, le cui opere sono andate perdute, fatta eccezione per alcuni frammenti.

### Trattato scientifico

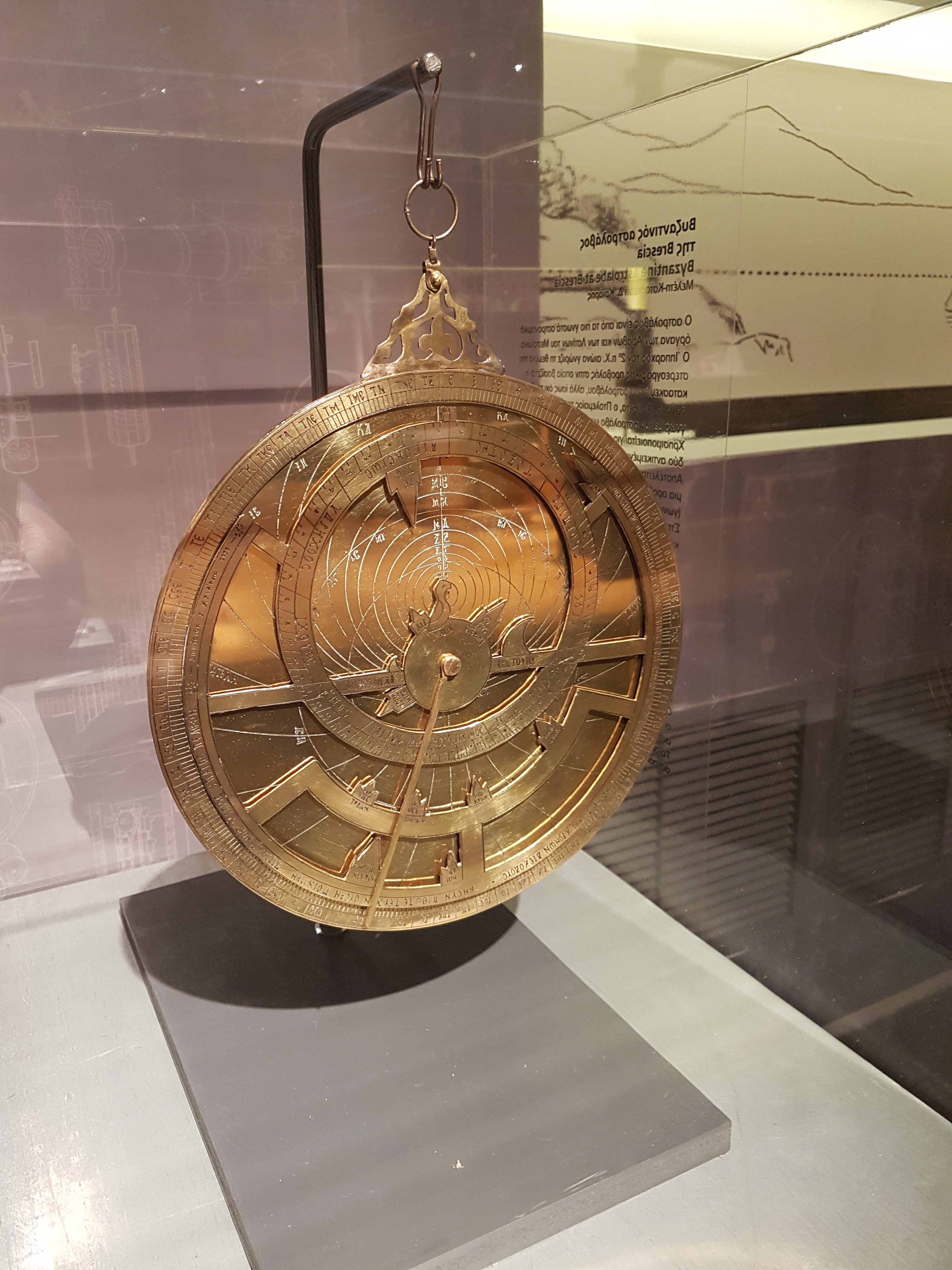
Astrolabio bizantino dell'XI secolo

Il trattato scientifico conobbe grande sviluppo soprattutto per merito della scuola alessandrina, la quale a dire di Morris Kline «possedeva l'insolita combinazione di interessi teorici e interessi pratici che doveva rivelarsi così feconda un migliaio di anni più tardi. Fino agli ultimi anni della sua esistenza, la Scuola alessandrina godette di piena libertà di pensiero, elemento essenziale per il fiorire di una cultura e fece compiere importanti passi avanti in numerosi campi che dovevano diventare fondamentali nel Rinascimento: la geometria quantitativa piana e solida, la trigonometria, l'algebra, il calcolo infinitesimale e l'astronomia».. Progressi sulle conoscenze ereditate fino ad allora sono rivendicate dall'allievo di Ipazia, Sinesio di Cirene, che nel 399 scriveva che Ipparco, Tolomeo e i successivi astronomi «lavorarono su mere ipotesi, perché le più importanti questioni non erano state ancora risolte e la geometria era ancora ai suoi primi vagiti»: ora si è ottenuto di «perfezionarne l'elaborazione». E Sinesio fornisce un esempio di tali perfezionamenti e dell'unione di interessi teorici e pratici dall'astrolabio da lui fatto costruire e «concepito sulla base di quanto mi insegnò la mia veneratissima maestra [...] Ipparco lo aveva intuito e fu il primo a occuparsene, ma noi, se è lecito dirlo, lo abbiamo perfezionato» mentre «lo stesso grande Tolomeo e la divina serie dei suoi successori» si erano contentati di uno strumento che servisse semplicemente da orologio notturno. Da queste parole si ricava che i matematici e gli astronomi del tempo di Ipazia non consideravano affatto l'opera di Tolomeo l'ultima e definitiva parola in fatto di conoscenza astronomica: al contrario, essa era correttamente ritenuta una semplice ipotesi matematica, segno che per gli astronomi alessandrini era necessario proseguire le ricerche, per giungere possibilmente alla reale comprensione della natura e della disposizione dell'universo. L'idea di un Tolomeo sistematore della realtà astronomica appartiene alla più tarda epoca medievale.
Gli autori del periodo da segnalare furono:
- Teone di Alessandria: è ricordato non solo per essere stato il creatore delle scuole filomatiche, ma anche per le numerose edizioni commentate di opere matematiche e scientifiche, tra cui gli Elementi di Euclide e l'Almagesto di Tolomeo, e per aver scritto un saggio sull'astrolabio piano. Va ricordata in particolare la sua edizione degli Elementi grazie alla quale, probabilmente, l'opera di Euclide fu sottratta all'oblio. Infatti tutte le edizioni circolanti nei secoli successivi, fino all'edizione di Johan Ludvig Heiberg del 1880, sono state riconosciute come fondate sul testo di Teone. Solo un manoscritto, ritrovato nella Biblioteca Vaticana verso la fine dell'Ottocento, sembra essere di data anteriore. Teone viene anche indicato nel Suda, un'enciclopedia storica in lingua greca del X secolo, come "l'uomo del Mouseion", titolo riferito al Museo di Alessandria di cui Teone era il rettore, che venne distrutto dai Cristiani, per un editto di Teodosio I a fine del IV secolo o, secondo altre fonti, al Serapeo confuso con il Museo per il suo simile utilizzo (secondo queste fonti, fu quest'ultimo ad essere distrutto dai Cristiani, secondo l'editto teodosiano, mentre la distruzione della biblioteca dovrebbe essere o anticipata allo scontro tra Aureliano e Zenobia, regina di Palmira, nel 270 ca. in cui venne distrutto il quartiere Bruchion, sede della biblioteca, oppure posticipata all'assedio di Alessandria da parte di Amr Ibn al-As nel 642).[14]
- Proclo: Uomo di grande cultura, Proclo non poteva non rimanere affascinato dalla scienza, e in particolare dall'astronomia: scrisse infatti l'Hypotyposis, introduzione alle teorie astronomiche di Ipparco e Tolomeo in cui descrive la teoria matematica dei pianeti basata sulla teoria degli epicicli e sugli eccentrici. Scrisse anche un Commento al primo libro degli 'Elementi' di Euclide, frutto del suo insegnamento all'Accademia di Atene, che è per noi una fonte essenziale sulla storia della matematica greca. In esso tentò anche di dimostrare il quinto postulato di Euclide, senza però riuscirci, contenendo la sua dimostrazione fallacie logiche.
- Ipazia: Le fonti antiche le attribuiscono sicuramente un commentario a un'opera di Diofanto di Alessandria, che dovrebbe essere, secondo gli interpreti, l’Arithmetica, e un commentario alle Coniche di Apollonio di Perga. È dubbio se ella abbia composto anche un'opera originale sull'astronomia, un Canone astronomico: la notizia di Suda[15] — «scrisse un commentario a Diofanto, il Canone astronomico, un commentario alle Coniche di Apollonio» — non permette di comprendere se quel canone sia in realtà un commento a un'opera di Tolomeo, possibilmente quella già nota e citata dallo stesso padre Teone. La mancanza di ogni suo scritto rende problematico stabilire il contributo effettivo da lei prodotto al progresso del sapere matematico e astronomico della scuola di Alessandria. Tuttavia, su indicazioni di Ipazia, furono inventati dal suo allievo Sinesio due strumenti: l'astrolabio e l'idroscopio; quest'ultimo è descritto da Sinesio come «un tubo cilindrico avente la forma e la misura di un flauto. In linea perpendicolare reca degli intagli, a mezzo dei quali misuriamo il peso dei liquidi. Da una delle estremità è otturato da un cono fissato strettamente al tubo, in modo che unica sia la base di entrambi. È questo il cosiddetto barillio. Quando s'immerge il tubo nell'acqua, esso rimane eretto e si ha in tal modo la possibilità di contare gli intagli, i quali danno l'indicazione del peso».[16]